# Mal día para pescar
Mal día para pescar (títol en anglès: Bad Day to Go Fishing) és una pel·lícula hispano-uruguaiana dirigida i escrita per Álvaro Brechner i Gary Piquer el 2009. Protagonitzada per Gary Piquer, Jouko Ahola, Antonella Costa i César Troncoso, el guió va ser escrit en col·laboració amb Gary Piquer, inspirat en la història Jacob y el Otro de l'escriptor uruguaià Juan Carlos Onetti Borges.
Es va estrenar durant el Festival de Canes del 2009.

## Argument
La pel·lícula narra la història de dos buscavides que viatgen per Amèrica Llatina: Orsini, un empresari murri, cínic i enginyós, que s'autodenomina Príncep Orsini, i el seu representant, Jacob Van Oppen, un envellit i incontrolable ex-campió mundial de lluita lliure. Buscant mantenir viva l'èpica que un dia els va unir, s'embarquen en una llarga gira d'exhibicions per diferents pobles. No obstant això, durant el seu viatge arriba un moment en què els esdeveniments prenen un rumb inesperat i incontrolable.

## Repartiment
- Gary Piquer: Príncep Orsini
- Jouko Ahola: Jacob van Oppen
- Antonella Costa: Adriana
- César Troncoso: Heber
- Roberto Pankow: el Turc
- Bruno Aldecosea: Díaz Grey

## Premis i nominacions
- Oscar a la millor pel·lícula de parla no anglesa (candidata)
- Festival Internacional de Cinema de Varsòvia
- Festival Internacional de Cinema de Mont-real
- Festival Internacional de Cinema Llatinoamericà de Los Angeles
- Festival Internacional de Cinema de Mar del Plata: millor actor
- Festival Internacional de Cinema de Moscou
- Festival Internacional de Cinema de Shanghai
- Brooklyn: millor director
- Festival Internacional de Cinema de Sofia: millor pel·lícula FIPRESCI

La pel·lícula va obtenir, a més, deu premis FIPRESCI de la crítica uruguaiana, entre ells el de millor pel·lícula, millor estreno internacional i millor actor, i un premi de la crítica espanyola en la categoria de millor actor.